# Savigny-en-Terre-Plaine
Savigny-en-Terre-Plaine is een gemeente in het Franse departement Yonne (regio Bourgogne-Franche-Comté) en telt 151 inwoners (1999). De plaats maakt deel uit van het arrondissement Avallon.

## Geografie
De oppervlakte van Savigny-en-Terre-Plaine bedraagt 8,6 km², de bevolkingsdichtheid is 17,6 inwoners per km².
De onderstaande kaart toont de ligging van Savigny-en-Terre-Plaine met de belangrijkste infrastructuur en aangrenzende gemeenten.

## Demografie
Onderstaande figuur toont het verloop van het inwonertal (bron: INSEE-tellingen).